# Beach-volley aux Jeux africains de 2015
Navigation
2011 2019
Les compétitions de Beach-volley des 11es Jeux africains ont lieu à Kintélé à Brazzaville en République du Congo du 5 au 17 septembre 2015. Deux épreuves figurent au programme, une masculine et une féminine.

## Médaillés
| Épreuve | Or                                    | Argent                                       | Bronze                                           |
| ------- | ------------------------------------- | -------------------------------------------- | ------------------------------------------------ |
| Hommes  | Angola Edson Figueiredo Eden Sequeira | Mozambique Délcio Soares Carlos Acácio       | Afrique du Sud Clinton Stemmet Leo Williams      |
| Femmes  | Nigeria Priscilla Agera Isabella Laju | Afrique du Sud Palesa Masinga Randy Williams | Rwanda Denyse Mutatsimpundu Charlotte Nzayisenga |

## Tableau des médailles
| Rang  | Nation         | Or | Argent | Bronze | Total |
| ----- | -------------- | -- | ------ | ------ | ----- |
| 1     | Angola         | 1  | 0      | 0      | 1     |
| 1     | Nigeria        | 1  | 0      | 0      | 1     |
| 3     | Afrique du Sud | 0  | 1      | 1      | 2     |
| 4     | Mozambique     | 0  | 1      | 0      | 1     |
| 5     | Rwanda         | 0  | 0      | 1      | 1     |
| Total | Total          | 2  | 2      | 2      | 6     |

## Classement final
Le classement final est le suivant : 

### Hommes
| Place              | Équipe         |
| ------------------ | -------------- |
| Médaille d'or      | Angola         |
| Médaille d'argent  | Mozambique     |
| Médaille de bronze | Afrique du Sud |
| 4                  | Rwanda         |
| 5                  | Tunisie        |
| 6                  | Sierra Leone   |
| 7                  | Ghana          |
| 8                  | Burundi        |

### Femmes
| Place              | Équipe              |
| ------------------ | ------------------- |
| Médaille d'or      | Nigeria             |
| Médaille d'argent  | Afrique du Sud      |
| Médaille de bronze | Rwanda              |
| 4                  | Kenya               |
| 5                  | Mozambique          |
| 6                  | Algérie             |
| 7                  | Guinée              |
| 8                  | République du Congo |